# Фискальная иллюзия
Фискальная иллюзия (англ. fiscal illusion) — эффект, при котором налогоплательщики недооценивают все последствия увеличения государственных расходов для налогообложения и поэтому голосуют за увеличение производства общественных благ. 

## История
По мнению Вито Танци концепция фискальной иллюзии значится в трудах Джона Стюарта Милля и в работах Вильфредо Парето, итальянский экономист Амилькаре Пувиани в своей работе «Теория фискальной иллюзии» 1903 года впервые предложил термин фискальная иллюзия. Его работа была переведена на немецкий язык в 1960 году, где он отмечал, что фискальная иллюзия возникает тогда, когда государственные доходы не полностью прозрачны или не полностью воспринимаются налогоплательщиками. Далее фискальная иллюзия исследовалась в работах Джеймса Бьюкенена 1967 года. Налогоплательщики недооценивают свои затраты на общественные блага, им они кажутся меньше, чем на самом деле. Поскольку налогоплательщики извлекают полезность из государственных расходов из этих ненаблюдаемых или скрытых доходов, то они стремятся увеличить их, тем самым обеспечивая политикам стимул к расширению размеров государственных доходов.

## Определение
По мнению российского экономиста Льва Якобсона фискальная иллюзия — это недооценка налогоплательщиками альтернативных издержек производства общественных благ. Кроме того, чиновники, заинтересованные в расширении своей деятельности, способны убеждать налогоплательщиков в целесообразности налогового финансирования создания общественных благ, даже когда предельные издержки производства превышают предельные выгоды от данных благ для типичного потребителя.

## Типы фискальных иллюзий
Американский экономист Уоллес Оутс выделяет пять категорий фискальной иллюзии:
- налогоплательщики при сложных структурах налогообложения не способны точно оценить своё налоговое бремя;
- арендаторы по сравнению с собственниками менее способны оценивать свою долю в местных налогах на собственность;
- рост налогов при прогрессивном налогообложении осознаются менее ясно, чем рост налогов при изменении закона (эластичные структуры налогообложения более благоприятны для роста государственных расходов, чем неэластичные структуры);
- рост будущего налоговое бремя при выпусках долговых обязательств оценивается сложнее, чем эквивалентный рост текущих налогов;
- граждане не считают единовременные денежные субсидии, предоставляемые их местным органам власти, такими же «своими деньгами», какими они считают денежные субсидии, предоставляемые непосредственно им (возникает эффект липучки).

## Применение фискальных иллюзий
Амилькаре Пувиани в своей работе отметил, что для максимального роста государственных доходов необходимо использовать 11 стратегий, которые основаны на фискальных иллюзиях:
1. использовать косвенные налоги, а не прямое налогообложение, чтобы налог скрывался в цене товаров;
2. удерживать инфляцию, когда сокращалась бы стоимость денег для всех других экономических субъектов;
3. заимствовать, чтобы отсрочить необходимое налогообложение;
4. держать высокие налоговые ставки на дарение и предметы роскоши, когда налог сопровождался бы получением или покупку чего-то особенного, что снижал бы неприятность налога;
5. вводить «временные налоги», которые впоследствии не отменяются, хотя критическая ситуация проходит;
6. вводить налоги, базирующие на социальном конфликте: обложение большими налогами непопулярных групп (состоятельных людей, курильщиков или тех, кто получает случайные прибыли);
7. акцентировать внимание на угрозе социальной катастрофы или прекращения предоставления услуг государственной монополии;
8. увеличивать общее налоговое бремя относительно небольшими приращениями (введением налога с продаж или налога, взимаемый путем вычетов из дохода в момент его получения) вместо единовременной суммы, выплачиваемой раз в год;
9. вводить налоги, точный размер которых нельзя предсказать заранее, то есть удерживать налогоплательщика в неведении о том, сколько он платит;
10. усложнить структуру бюджета, чтобы общество не могло разобраться в бюджетном процессе;
11. использовать агрегированные показатели государственных расходов («образование» или «оборона», чтобы непосвященным было трудно оценить отдельные статьи бюджета).

Американский экономист Арье Хиллман считает, что при фискальной иллюзии эквивалентность по Рикардо не работает, а значит налогоплательщики не видят, что например, при росте государственного займа, выпуска государственных облигаций происходит трансферт доходов между поколениями, который будет компенсирован будущими налогами следующего поколения.